# Уагонер (Оклахома)
Уагонер (англ. Wagoner) — город и административный центр округа Уагонер, штат Оклахома, США. Согласно переписи 2020 года население составило 7621 человек, что меньше чем 8323 человека по переписи 2010 года, и 7669 человек, зарегистрированными в 2000 году. 4 января 1896 года Уагонер стал первым официально зарегистрированным городом Индейской территорию 4 января 1896 года.

## География
Уагонер расположен в точке с координатами 35°57′35″ с. ш. 95°22′41″ з. д.. Он находится в 29 км к северу от Маскоги и в  64 км к востоку от Талсы.
По данным Бюро переписи населения США, общая площадь города составляет 25.94 км2, вся территория является сушей.

## Демография
По данным переписи 2000 года в городе проживало 7669 человек, имелось 2928 домохозяйств и 2111 семей. Плотность населения составляла 425,3 человекна квадратный километр. В городе было 3152 единицы жилья при средней плотности 174,8 человека на квадратный километр. Расовый состав города был следующим: 70,48% белых, 9,27% афроамериканцев, 13,21% коренных американцев, 0,34% азиаты, 0,08% жители островов Тихого океана, 0,70% другие r расы и 5,92% из двух или более рас. Испаноязычные или латиноамериканцы любой расы составляли 1,93% населения.
Из 2928 домохозяйств, в 35,6% проживали дети в возрасте до 18 лет, вместе с родителями, 52,3% были супружескими парами, живущими вместе, 15,6% состояли из женщины-домохозяйки, живущей без мужа, и 27,9% не были семейными. 25,1% всех домохозяйств состояли из отдельных лиц, а 13,1% состояли из отдельных лиц в возрасте 65 лет или старше. Средний размер домохозяйства составлял 2,58 человек, а средний размер семьи — 3,06 человек.
В городе население было распределено равномерно: 28,1% моложе 18 лет, 9,9% от 18 до 24 лет, 26,3% от 25 до 44 лет, 21,0% от 45 до 64 лет и 14,7% в возрасте 65 лет и старше. Средний возраст составил 35 лет. На каждые 100 женщин приходилось 88,7 мужчин. На каждые 100 женщин в возрасте 18 лет и старше приходилось 84,7 мужчин.
Средний доход домохозяйства в городе составил 30 493 доллара, а средний доход семьи — 35 426 долларов. Средний доход мужчин составил 28 163 доллара, а женщин — 21 331 доллар. Доход на душу населения в городе составил 14 178 долларов. Около 12,2% семей и 15,5% населения находились за чертой бедности, включая 20,2% жителей моложе 18 лет, и 14,5% жителей старше 65 лет.

## СМИ
В Уагонере есть одна газета, American-Tribune. Газета выходит каждую среду. Ранее она принадлежала Community Publishers, газетному и интернет-издательскому и коммерческому издательству, которое обслуживает Оклахому, Миссури и Арканзас. Во вторник, 21 апреля 2015 года, The Tulsa World объявила, что ее материнская компания BH Media, подразделение Berkshire Hathaway, инвестиционной холдинговой компании из Омахи, возглавляемой миллиардером Уорреном Баффетом, приобрела несколько провинциальных газет, включая Wagoner Tribune.

## Правительство
Уагонером управляет городской совет, состоящий из восьми членов и мэра. По состоянию на 2025 год мэром является Далтон Селф.

## Транспорт

### Автомагистрали
Уагонер обслуживается шоссе US-69, SH-51 и SH-16 и имеет легкий доступ к шоссе Маскоги-Тернпайк, обеспечивающий прямой доступ к Талсе.

### Аэропорты
Ближайшим к Уагонеру аэропортом является аэропорт Хефнер-Изли, расположенный в двух милях к востоку от центра города. Ближайшим международным аэропортом является международный аэропорт Талсы, расположенный примерно в 45 минутах езды на северо-запад.

### Железная дорога
Через город проходят грузовые маршруты компании Union Pacific, так как он находится на пересечении старых веток Katy и Missouri Pacific, которые теперь принадлежат компании Union Pacific. Union Pacific называет Уагонер одним из 131 «городом поездов США», из-за уникальных давних связей города с железной дорогой.

## Известные люди
- Боб Богл[англ.] (1934–2009) — один из основателей The Ventures
- Изабель Кобб[англ.] (1858–1947) — первая женщина-врач на индейской территории.
- Шелби Грант[англ.] (1937–2011) — актриса[14].
- Уиллис Хадлин[англ.] (1906–2002) — питчер высшей лиги бейсбола.
- Альберт К. Хант[англ.] (1888–1956) — политик, адвокат, занимал должность прокурора города Уагонер в 1909–1959; позже стал судьей Верховного суда Оклахомы
- Бобби Лейн[англ.] (род. 1939) — игрок в американский футбол
- Томас Слипер[англ.] (1956—2022) — дирижер и композитор
- Малкольм Родригес[англ.] (род. 1999) — игрок в американский футбол